# 눗사라 똠캄
눗사라 똠캄(태국어: นุศรา ต้อมคำ, 1985년 7월 7일~)은 태국의 배구 선수로 포지션은 세터이다.

## 수상

### 단체 수상

#### 국가대표팀
- 아시안 게임 은메달 (1회): 2018
- 아시안 게임 동메달 (1회): 2014
- 아시아 선수권 대회 1위 (2회): 2009, 2013
- 아시아 선수권 대회 2위 (1회): 2017
- 아시아 선수권 대회 3위 (3회): 2001, 2007, 2015
- 유니버시아드 동메달 (1회): 2013
- 동남아시아 경기 대회 금메달 (9회): 2001, 2003, 2005, 2007, 2009, 2011, 2013, 2015, 2017
- AVC 컵 1위 (1회): 2012
- AVC 컵 2위 (2회): 2008, 2018
- AVC 컵 3위 (1회): 2010
- 몽트뢰 마스터스 2위 (1회): 2016, 2017 여자 배구 유로리그 우승

#### 클럽
- 아시아 클럽 챔피언십 우승 (4회): 2009, 2010, 2011, 2018
- CEV 챌린지 컵 우승 (1회): 2010-11
- 아제르바이잔 리그 우승 (3회): 2013-14, 2014-15, 2015-16
- 태국 리그 우승 (2회): 2010-11, 2018-19
- 튀르키예 리그 우승 (1회): 2016-17
- 튀르키예 컵 우승 (1회): 2016-17
- 태국-덴마크 슈퍼 리그 우승 (2회): 2013, 2019

### 개인
- 올림픽 세계 예선전 세터상 (1회): 2012
- 월드 그랑프리 세터상 (2회): 2012, 2016
- CEV 챔피언스 리그 세터상 (1회): 2013-14
- 몽트뢰 마스터스 세터상 (1회): 2016
- 아시아 클럽 챔피언십 MVP (1회): 2010
- 아시아 클럽 챔피언십 세터상 (2회): 2007, 2008,
- 아시아 클럽 챔피언십 서브상 (3회): 2009, 2011, 2012
- 아시아선수권 세터상 (4회): 2007, 2009, 2013, 2017
- AVC 컵 세터상 (2회): 2010, 2012
- 아제르바이잔 리그 MVP (1회): 2014-15
- 아제르바이잔 리그 세터상 (4회): 2010-11, 2013-14, 2014-15, 2015-16
- 아제르바이잔 리그 서브상 (1회): 2014-15